# TBC 대경뉴스광장
《TBC 대경뉴스광장》(TBC 大慶뉴스廣場, TBC DAEGYEONG NEWS PLAZA)은 TBC TV에서 매주 평일 오후 5시 30분에 방송 중인 대구 경북 지역 저녁 종합 뉴스 프로그램이다.

## 방송 시간
| 방송 채널 | 방송 기간                          | 방송 시간                                                                              |
| --------- | ---------------------------------- | -------------------------------------------------------------------------------------- |
| TBC TV    | 2005년 4월 25일 ~ 2005년 7월 1일   | 평일 저녁 6시 ~ 6시 20분 (20분)                                                        |
| TBC TV    | 2005년 7월 4일 ~ 2007년 1월 12일   | 평일 저녁 6시 20분 ~ 6시 35분 (15분)                                                   |
| TBC TV    | 2007년 1월 15일 ~ 2007년 5월 18일  | 평일 오후 5시 15분 ~ 5시 30분 (15분)                                                   |
| TBC TV    | 2007년 5월 21일 ~ 2012년 5월 11일  | 평일 오후 5시 35분 ~ 5시 50분 (15분)                                                   |
| TBC TV    | 2012년 5월 14일 ~ 2015년 11월 20일 | 월요일 ~ 목요일 오후 5시 35분 ~ 5시 50분 (15분) 금요일 오후 5시 15분 ~ 5시 30분 (15분) |
| TBC TV    | 2015년 11월 23일 ~ 2017년 6월 2일  | 평일 저녁 6시 5분 ~ 6시 20분 (15분)                                                    |
| TBC TV    | 2017년 6월 5일 ~ 2017년 9월 15일   | 평일 저녁 6시 45분 ~ 7시 (15분)                                                        |
| TBC TV    | 2017년 9월 18일 ~ 2018년 12월 31일 | 평일 오후 5시 45분 ~ 저녁 6시 (15분)                                                   |
| TBC TV    | 2019년 1월 2일 ~ 2019년 4월 12일   | 평일 오후 5시 40분 ~ 저녁 6시 (20분)                                                   |
| TBC TV    | 2019년 5월 13일 ~ 2020년 3월 27일  | 평일 오후 5시 40분 ~ 저녁 6시 (20분)                                                   |
| TBC TV    | 2020년 4월 20일 ~ 2020년 9월 18일  | 평일 오후 5시 40분 ~ 저녁 6시 (20분)                                                   |
| TBC TV    | 2019년 4월 15일 ~ 2019년 5월 10일  | 평일 오후 5시 35분 ~ 저녁 5시 55분 (20분)                                              |
| TBC TV    | 2020년 3월 30일 ~ 2020년 4월 17일  | 평일 오후 5시 30분 ~ 저녁 5시 50분 (20분)                                              |
| TBC TV    | 2020년 9월 21일 ~ 현재             | 평일 오후 5시 30분 ~ 저녁 5시 50분 (20분)                                              |

## 앵커
| 대수 | 진행자                                                        | 진행 기간                          | 비고              |
| ---- | ------------------------------------------------------------- | ---------------------------------- | ----------------- |
| 1대  | 김선희 아나운서                                               | 1995년 5월 14일 ~ 2019년 12월 31일 |                   |
| 2대  | 월요일 ~ 토요일 : 이향원 아나운서 일요일 : 김명미 아나운서    | 2020년 1월 1일 ~ 2020년 1월 31일   |                   |
| 3대  | 월요일 ~ 토요일 : 김다은 前 아나운서 일요일 : 박수연 아나운서 | 2020년 2월 1일 ~ 2020년 12월 27일  |                   |
| 4대  | 월요일 ~ 토요일 : 구진욱 前 아나운서 일요일 : 박수연 아나운서 | 2020년 12월 28일 ~ 2021년 4월 30일 |                   |
| 5대  | 월요일 ~ 토요일 : 김명미 아나운서 일요일 : 김예은 아나운서    | 2021년 5월 1일 ~ 2025년 4월 6일    | [ 4 ] [ 5 ] [ 6 ] |
| 6대  | 이혜주 아나운서                                               | 2025년 4월 7일 ~ 현재              |                   |

## 타이틀 변천사
- 현재 타이틀은 1995년 5월 14일을 기준으로 한다.

| 기수 | 프로그램 타이틀  | 방송 기간              |
| ---- | ---------------- | ---------------------- |
| 1기  | TBC 대경뉴스광장 | 1995년 5월 14일 ~ 현재 |

## 편성 변경
- 2023년 11월 17일 : 오후 5시 45분부터 《생방송 굿데이》 편성으로 인해 5분 단축 편성

## 경쟁 프로그램
- KBS 뉴스 7 대구·경북 (KBS 대구 1TV)
- MBC 5시 뉴스와 경제 대구·경북 (대구MBC TV)
- MBC 5시 뉴스와 경제 포항 (포항MBC TV)